# Ruban d'argent de la meilleure actrice dans un second rôle

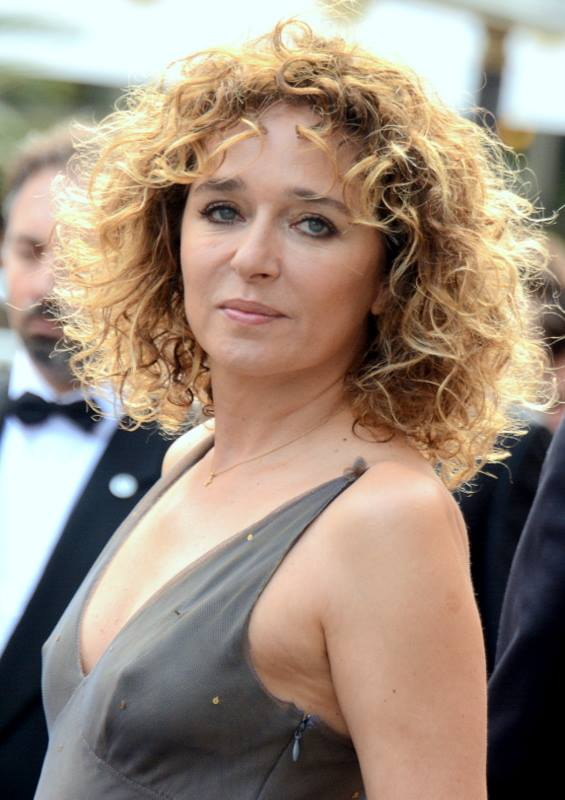
Valeria Golino, Ruban d'argent de la meilleure actrice dans un second rôle en 2020.

Le Ruban d'argent de la meilleure actrice dans un second rôle (Nastro d'argento alla migliore attrice non protagonista) est une récompense cinématographique italienne décernée chaque année depuis 1946 par le Syndicat national des journalistes cinématographiques italiens (en italien, Sindacato Nazionale Giornalisti Cinematografici Italiani,)  (SNGCI) lequel décerne également tous les autres Rubans d'argent.
Virna Lisi et Stefania Sandrelli sont les actrices les plus récompensées dans cette catégorie avec quatre récompenses chacune.

## Palmarès

### Années 1940
- 1946 - Anna Magnani - Rome, ville ouverte
- 1947 - Ave Ninchi - Vivre en paix
- 1948 - Vivi Gioi - Chasse tragique
- 1949 - Giulietta Masina - Sans pitié

### Années 1950
- 1950 - prix non attribué
- 1951 - Giulietta Masina - Les Feux du music-hall
- 1952 - prix non attribué
- 1953 - prix non attribué
- 1954 - prix non attribué
- 1955 - Tina Pica - Pain, Amour et Jalousie
- 1956 - Valentina Cortese - Femmes entre elles
- 1957 - Marisa Merlini - Tempo di villeggiatura
- 1958 - Franca Marzi - Les Nuits de Cabiria
- 1959 - Dorian Gray - Mogli pericolose

### Années 1960
- 1960 - Cristina Gaioni - L'Enfer dans la ville
- 1961 - Didi Perego - Kapò
- 1962 - Monica Vitti - La Nuit
- 1963 - Regina Bianchi -  Quatre journées de Naples
- 1964 - Sandra Milo -  Huit et demi
- 1965 - Tecla Scarano - Mariage à l'italienne
- 1966 - Sandra Milo - Juliette des esprits
- 1967 - Olga Villi - Ces messieurs dames
- 1968 - Maria Grazia Buccella - Ti ho sposato per allegria
- 1969 - Pupella Maggio - Il medico della mutua

### Années 1970
- 1970 - prix non attribué
- 1971 - Francesca Romana Coluzzi - Venez donc prendre le café chez nous
- 1972
  - Marina Berti - La Califfa
  - Silvana Mangano - Mort à Venise
- 1973 - prix non attribué
- 1974 - Adriana Asti - Una breve vacanza
- 1975 - Giovanna Ralli - Nous nous sommes tant aimés
- 1976 - Maria Teresa Albani - Vertiges
- 1977 - Adriana Asti - L'Héritage
- 1978 - Virna Lisi - Au-delà du bien et du mal
- 1979 - Lea Massari - Le Christ s'est arrêté à Eboli

### Années 1980
- 1980 - Stefania Sandrelli - La Terrasse
- 1981 - Ida Di Benedetto - Fontamara
- 1982 - Claudia Cardinale - La Peau
- 1983 - Virna Lisi - Sapore di mare
- 1984 - Monica Scattini - Lontano da dove
- 1985 - Marina Confalone - Così parlò Bellavista
- 1986 - Isa Danieli - Camorra
- 1987 - Ottavia Piccolo - La Famille (film, 1987)
- 1988 - Elena Sofia Ricci - Io e mia sorella
- 1989 - Stefania Sandrelli - Mignon è partita

### Années 1990
- 1990 - Nancy Brilli - Légers quiproquos (Piccoli equivoci)
- 1991 - Zoe Incrocci - Dans la soirée
- 1992 - Ilaria Occhini - Benvenuti in casa Gori
- 1993 - Paola Quattrini - Fratelli e sorelle
- 1994 - Milena Vukotic - Fantozzi in paradiso
- 1995 - Virna Lisi - La Reine Margot
- 1996 - Regina Bianchi - Camerieri
- 1997 - Lucia Poli - Albergo Roma
- 1998 - Mimma De Rosalia, Maria Aliotta, Annamaria Confalone, Adele Aliotta, Francesca Di Cesare, Eleonora Teriaca, Concetta Alfano, Antonia Uzzo  - Tano da morire
- 1999 - Stefania Sandrelli - Le Dîner

### Années 2000
- 2000 - Marina Massironi - Pain, tulipes et comédie
- 2001 - Stefania Sandrelli - Juste un baiser
- 2002 - Margherita Buy, Virna Lisi, Sandra Ceccarelli - Le Plus Beau Jour de ma vie (Il più bel giorno della mia vita)
- 2003 - Monica Bellucci -  Souviens-toi de moi
- 2004 - Margherita Buy - Caterina va en ville
- 2005 - Giovanna Mezzogiorno - L'amore ritorna
- 2006 - Angela Finocchiaro  - La Bête dans le cœur
- 2007 - Ambra Angiolini - Saturno contro
- 2008 - Sabrina Ferilli - Tutta la vita davanti
- 2009 - Francesca Neri - Il papà di Giovanna

### Années 2010
- 2010 : Isabella Ragonese - La nostra vita et Due vite per caso et Elena Sofia Ricci et Lunetta Savino - Le Premier qui l'a dit (Mine vaganti)
  - Valeria Bruni Tedeschi - Encore un baiser (Baciami ancora)
  - Luciana Littizzetto - Matrimoni e altri disastri
  - Claudia Pandolfi - La prima cosa bella et Cosmonauta
- 2011 : Carolina Crescentini - Boris: The Film et 20 sigarette
  - Anita Caprioli et Pasqualina Scuncia - Corpo celeste
  - Anna Foglietta - Nessuno mi può giudicare
  - Marta Gastini - Il rito (The Rite)
  - Valentina Lodovini - Benvenuti al Sud
- 2012 : Michela Cescon - Piazza Fontana (Romanzo Strange)
  - Barbora Bobulova - Scialla! (Stai sereno)
  - Alessandra Mastronardi - To Rome with Love
  - Paola Minaccioni - Magnifica presenza
  - Elisa Di Eusanio - Good As You - Tutti i colori dell'amore
- 2013 :  Sabrina Ferilli - La grande bellezza
  - Claudia Gerini - Il comandante e la cicogna et Una famiglia perfetta
  - Anna Foglietta - Colpi di fulmine
  - Eva Riccobono - Passione sinistra
  - Fabrizia Sacchi - Je voyage seule (Viaggio sola)
- 2014 : Paola Minaccioni - Allacciate le cinture
  - Cristiana Capotondi - La mafia tue seulement en été (La mafia uccide solo d'estate)
  - Claudia Gerini - Maldamore et C'est la faute de Freud (Tutta colpa di Freud)
  - Giuliana Lojodice et Claudia Potenza  - Una piccola impresa meridionale
  - Micaela Ramazzotti - Mezzanotte (Più buio di mezzanotte)
- 2015 : Micaela Ramazzotti - Il nome del figlio
  - Barbora Bobulova - Nos enfants (I nostri ragazzi) et Les Âmes noires (Anime nere)
  - Valeria Bruni Tedeschi - Latin Lover
  - Giovanna Ralli - Un ragazzo d'oro
  - Carla Signoris - Le leggi del desiderio
- 2016 : Greta Scarano - Suburra
  - Sonia Bergamasco - Quo vado?
  - Valentina Carnelutti - Folles de joie (La pazza gioia) et Arianna
  - Piera Degli Esposti - Assolo
  - Milena Vukotic - La macchinazione
- 2017: Sabrina Ferilli - Omicidio all'italiana et Carla Signoris - Lasciati andare
  - Barbora Bobulova - Cuori puri et Lasciami per sempre
  - Margherita Buy - Come diventare grandi nonostante i genitori et Questi giorni
  - Anna Ferruzzo - Il padre d'Italia
- 2018 : Kasia Smutniak - Silvio et les Autres (Loro)
  - Adriana Asti - Nome di donna
  - Nicoletta Braschi - Heureux comme Lazzaro (Lazzaro felice)
  - Anna Foglietta - Il contagio et Il premio
  - Sabrina Ferilli - The Place
- 2019:  Marina Confalone - Il vizio della speranza
  - Isabella Ferrari - Euforia
  - Anna Ferzetti - Domani è un altro giorno
  - Valeria Golino - Les Estivants
  - Maria Paiato (it) - Il testimone invisibile

### Années 2020
- 2020 : Valeria Golino pour 5 est le numéro parfait (5 è il numero perfetto) et Portrait de la jeune fille en feu[5]
  - Barbara Chichiarelli pour Storia di vacanze (Favolacce)
  - Matilde Gioli pour Gli uomini d'oro
  - Benedetta Porcaroli pour 18 cadeaux (18 regali)
  - Alba Rohrwacher pour Magari

- 2021 : Sara Serraiocco pour Non odiare
  - Linda Caridi pour Les Liens qui nous unissent (Lacci)
  - Carolina Crescentini pour La bambina che non voleva cantare
  - Donatella Finocchiaro pour Il delitto Mattarella
  - Raffaella Lebboroni pour Cosa sarà
  - Pina Turco pour Fortuna

- 2022 : Luisa Ranieri pour La Main de Dieu